# Federation Professional League
La FPL fue una liga de fútbol de Sudáfrica que existió de 1969 a 1990.

## Historia
La liga fue creada en 1969 luego de que la SASL fuera disuelta en 1967 como una liga de fútbol en la que los equipos estaban conformados por jugadores de raza india y negra a causa del apartheid, siendo una liga que rivalizara con la NFL, liga en la que participaban jugadores de raza blanca.
La liga fue disuelta en diciembre de 1990 y seis equipos se unieron a la NSL, los cuales fueron Real Taj FC, Tongaat Crusaders United, Bosmont Chelsea, Santos, Manning Rangers, Dangerous Darkies FC.

## Lista de Campeones
| Año                   | Campeón            | Subcampeón   | Tercer Lugar             |
| FPL League            | FPL League         | FPL League   | FPL League               |
| --------------------- | ------------------ | ------------ | ------------------------ |
| 1969                  | Verulam Suburbs FC |              |                          |
| 1970                  | Cape Town Spurs FC |              |                          |
| Mainstay League       |                    |              |                          |
| 1971                  | Cape Town Spurs FC |              |                          |
| 1972                  | Glenville FC       |              |                          |
| 1973                  | Cape Town Spurs FC |              |                          |
| 1974                  | Cape Town Spurs FC |              |                          |
| 1975                  | Berea FC           |              |                          |
| 1976                  | Cape Town Spurs FC |              |                          |
| 1977                  | Swaraj United      |              |                          |
| FPL Castle League     |                    |              |                          |
| 1978                  | Durban City        |              |                          |
| Seven Seas League     |                    |              |                          |
| 1979                  | Cape Town Spurs FC |              |                          |
| 1980                  | Glenville FC       |              |                          |
| 1981                  | Cape Town Spurs FC |              |                          |
| 1982                  | Glendene FC        |              |                          |
| 1983                  | Lightbody's Santos |              |                          |
| 1984                  | Lightbody's Santos |              |                          |
| Quindrink League      |                    |              |                          |
| 1985                  | Swaraj United      |              |                          |
| La Mercy Beach League |                    |              |                          |
| 1986                  | Lightbody's Santos |              |                          |
| 1987                  | Lightbody's Santos |              |                          |
| 1988                  | Lightbody's Santos |              |                          |
| 1989                  | Battswood FC       |              |                          |
| 1990                  | Lightbody's Santos | Battswood FC | Port Elizabeth Blackpool |

## Títulos por equipo
| Club               | Títuls | Años                                     |
| ------------------ | ------ | ---------------------------------------- |
| Cape Town Spurs FC | 7      | 1970, 1971, 1973, 1974, 1976, 1979, 1981 |
| Lightbody's Santos | 6      | 1983, 1984, 1986, 1987, 1988, 1990       |
| Glenville FC       | 2      | 1972, 1980                               |
| Swaraj United      | 2      | 1977, 1985                               |
| Verulam Suburbs FC | 1      | 1969                                     |
| Berea FC           | 1      | 1975                                     |
| Durban City        | 1      | 1978                                     |
| Glendene FC        | 1      | 1982                                     |
| Battswood FC       | 1      | 1989                                     |

## Logros Individuales
Fuente:

### Jugador del Año
| Año  | Nombre             | Club              |
| ---- | ------------------ | ----------------- |
| 1973 | Danny Abrahams     | Cape Town Spurs   |
| 1974 | Daya Maistry       | Berea             |
| 1975 | Virgil Padayachee  | Swaraj            |
| 1976 | Michael Moodley    | Manning Rangers   |
| 1977 | Bernie Van Niekerk | Cape Town Spurs   |
| 1978 | Deena Naidoo       | Manning Rangers   |
| 1979 | Paul Bishop        | Avalon Athletic   |
| 1980 | Boebie Solomons    | Cape Town Spurs   |
| 1981 | Edwin Fredericks   | Berea             |
| 1982 | Noel Goodall       | Chelsea           |
| 1983 | Farouk Abrahams    | Maritzburg United |
| 1984 | Ravi Pillay        | Maritzburg United |
| 1985 | Dereck Naidoo      | Manning Rangers   |
| 1986 | Dorrington Webster | Real Taj          |

### Goleadores
| Año  | Nombre                   | Club              |
| ---- | ------------------------ | ----------------- |
| 1970 | Bernard Hartze           | Cape Town Spurs   |
| 1971 | Bernard Hartze           | Cape Town Spurs   |
| 1972 | Patrick "Bomber" Chamane | Maritzburg City   |
| 1973 | James George             | Cape Town Spurs   |
| 1974 | Neville Londt            | Cape Town Spurs   |
| 1975 | Scampy Bissessor         | Berea             |
| 1976 | Vincent Julius           | Sundowns          |
| 1977 | Jimmy Joubert            | Swaraj            |
| 1978 | Ian Gillies              | Maritzburg City   |
| 1979 | Kader Suliaman           | Cape Town Spurs   |
| 1980 | Elvis Singh              | Leeds             |
| 1981 | Kader Sulaiman           | Cape Town Spurs   |
| 1982 | Duncan Crowie            | Glendene          |
| 1983 | Duncan Crowie            | Glendene          |
| 1984 | Derrick Eastwood         | Swaraj            |
| 1985 | Michael Mtshali          | Real Taj          |
| 1986 | Harry de la Cruz         | Maritzburg United |